# برترام إنجل
برترام إنجل (بالألمانية: Bertram Engel)‏ هو موسيقي ألماني، ولد في 27 نوفمبر 1957 في شتاينفورت في ألمانيا.

## وصلات خارجية
- برترام إنجل على موقع IMDb (الإنجليزية)
- برترام إنجل على موقع ميوزك برينز (الإنجليزية)
- برترام إنجل على موقع ديسكوغز (الإنجليزية)
- برترام إنجل على موقع كينوبويسك (الروسية)